# Fédération algérienne de ski et sports de montagne
La Fédération algérienne de ski et sports de montagne (ou FASSM) est une association algérienne consacrée à la pratique et au développement du ski et des sports de montagne en Algérie. Elle regroupe tous les clubs de ski d'Algérie, et gère les équipes d'Algérie de niveau international dans toutes les disciplines. 
La Fédération algérienne de ski et sports de montagne figure parmi les plus anciennes fédérations nationales ; sa création date de 1963, au lendemain de l'indépendance. Elle est affiliée aux instances à la Fédération internationale de ski en 1965 et à l'Union internationale des associations d'alpinisme en 2001.

## Rôle de la FASSM
La FASSM a pour mission : 
- de développer et promouvoir la pratique du ski en Algérie, auprès des Algériens ;
- d’établir les règlements des compétitions de ski en Algérie, « dans le cadre des dispositions prévues par la Fédération internationale de ski, par l'International Biathlon Union et par la législation en vigueur » ;
- de faciliter la création d'associations sportives favorisant la pratique du ski.

La FASSM s’occupe des disciplines suivantes : 
- les disciplines olympiques : le ski alpin, le ski nordique (ski de fond, biathlon, saut à ski, combiné nordique), le ski acrobatique, le snowboard ;
- les disciplines non olympiques : le ski de vitesse, le télémark, le ski sur herbe, le rollerski, le ski de randonnée.